# Lirim Zendeli
Lirim Zendeli (Bochum, 18 de outubro de 1999) é um automobilista alemão de descendência macedônica-albanesa. Ele foi campeão da Fórmula 4 Alemã em 2018. Terminou na oitava colocação no Campeonato de Fórmula 3 da FIA em 2020, vencendo uma corrida em Spa-Francorchamps, na Bélgica.

## Carreira

### Fórmula 4
Zendeli fez sua estreia nos monopostos na Fórmula 4 Alemã, em 2016 pela equipe ADAC Berlin-Brandenburg e.V. Na sua primeira temporada, conquistou um pódio e concluiu na décima terceira posição no campeonato.
Ele continuou com a equipe para 2017 na categoria. Zendeli venceu três corridas, conquistou cinco pódios e concluiu aquela temporada na quarta posição.
Para a temporada 2018, ele se transferiu para a equipe US Racing - CHRS. Na temporada, venceu dez corridas, conquistou treze pódios e se sagrou campeão com 114 pontos de vantagem para o vice-campeão Liam Lawson.

### Fórmula 3
Em 2019, Zendeli foi contratado pela equipe Sauber Junior Team by Charouz para a disputa da temporada inaugural do Campeonato de Fórmula 3 da FIA.
Para a disputa da temporada de 2020, ele se transferiu para a Trident, fazendo parceria com David Beckmann e Olli Caldwell. Ele venceu uma corrida e conquistou outros dois pódios, concluindo a temporada na oitava posição no campeonato.
Zendeli voltou a equipe Charouz Racing System para uma participação especial na rodada de Fórmula 3 de Barcelona de 2022, assumindo o lugar de David Schumacher. Largando em 22º, em ambas as corridas, Zendeli conseguiu progredir em ambas as corridas, ficando em 20º e 15º nas corridas rápida e longa, respectivamente. Zendeli foi substituído por Zdeněk Chovanec da rodada de Silverstone em diante. O alemão ficou em 31º lugar na classificação geral.

### Fórmula 2
Em dezembro de 2020, Zendeli foi anunciado pela MP Motorsport para a disputa do Campeonato de Fórmula 2 da FIA de 2021. Porém, no início de novembro de 2021, foi anunciado que Clément Novalak substituiria Zendeli a partir da sétima rodada da temporada, realizada em Gidá.